# Eve Gordon (atriz neozelandesa)
Eve Gordon (16 de março de 1982),  é uma atriz, dançarina e artista circense da Nova Zelândia, mais conhecida pelo papel de Stacey, em The Almighty Johnsons.
É co-fundadora da companhia e escola de teatro circense The Dust Palace, juntamente com Mike Edward. Eve fala inglês, espanhol, português e tem noções de maori.

## Filmografia
- Westside (2015)
- Power Rangers: Dino Charge (2015)
- Shortland Street (2009-2015)
- The Almighty Johnsons (2011-2013)
- Ergotism (2008)
- Anguish (2006)
- King Kong (2005)
- Redhead - The Lucille Ball Story (2003)
- Mercy Peak (2003)

## Ligações Externas
- Eve Gordon. no IMDb.